# Tandpetaren på Söder

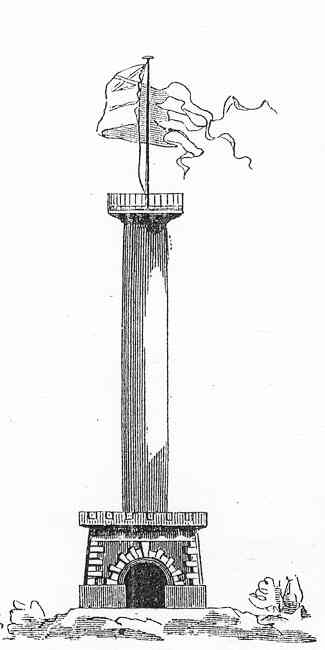
Tandpetaren enligt boken Gamla Stockholm

Tandpetaren på Söder var det folkliga namnet på ett utsiktstorn vid dagens Lilla Erstagatan på platsen för det gamla Galgberget på Södermalm i Stockholm.

## Historik
Tornet uppfördes 1827 av hovtandläkaren Jean Baptiste Dubost i trädgården på dennes egendom Lilla Ersta. Det var 18 meter högt, byggt av trä och försett med en invändig spiraltrappa. Runt kapitalets plan löpte ett galler som var försett med ett flaggspel. För ritningarna svarade arkitekten Fredrik Blom. Det höga läget gav en vidsträckt utsikt över staden. På midsommardagen, som var Karl XIV Johans namnsdag, hissades första gången svenska flaggan på kolonnen, som då invigdes. Tornet har benämnts Ersta pelare och Dubosts kolonn, men folkhumorn gjorde det mer känt under namnet Tandpetaren med anspelning på Dubosts yrke.
Samtiden jämförde den med de romerska Antoninus- och Trajanuskolonnerna och man skrev i pressen att "Öfverstelöjtnanten Blom, redan så fördelaktigt känd genom sina flyttbara trähus och andra smakfulla byggnader, har genom denna kolonns konstruktion satt stämpel på djärfheten af ett före tag, hvari han icke haft någon föregångare inom Fäderneslandet".
Träet murknade dock med åren och i slutet av 1870-talet tvingades man riva tornet då ingen skall ha vågat sig upp till plattformen. Tandpetaren finns avbildad bland annat på Heinrich Neuhaus stockholmspanorama från 1870-talet och på Josabeth Sjöbergs målning Utsigten från Fru Bergqvists Trädgård.

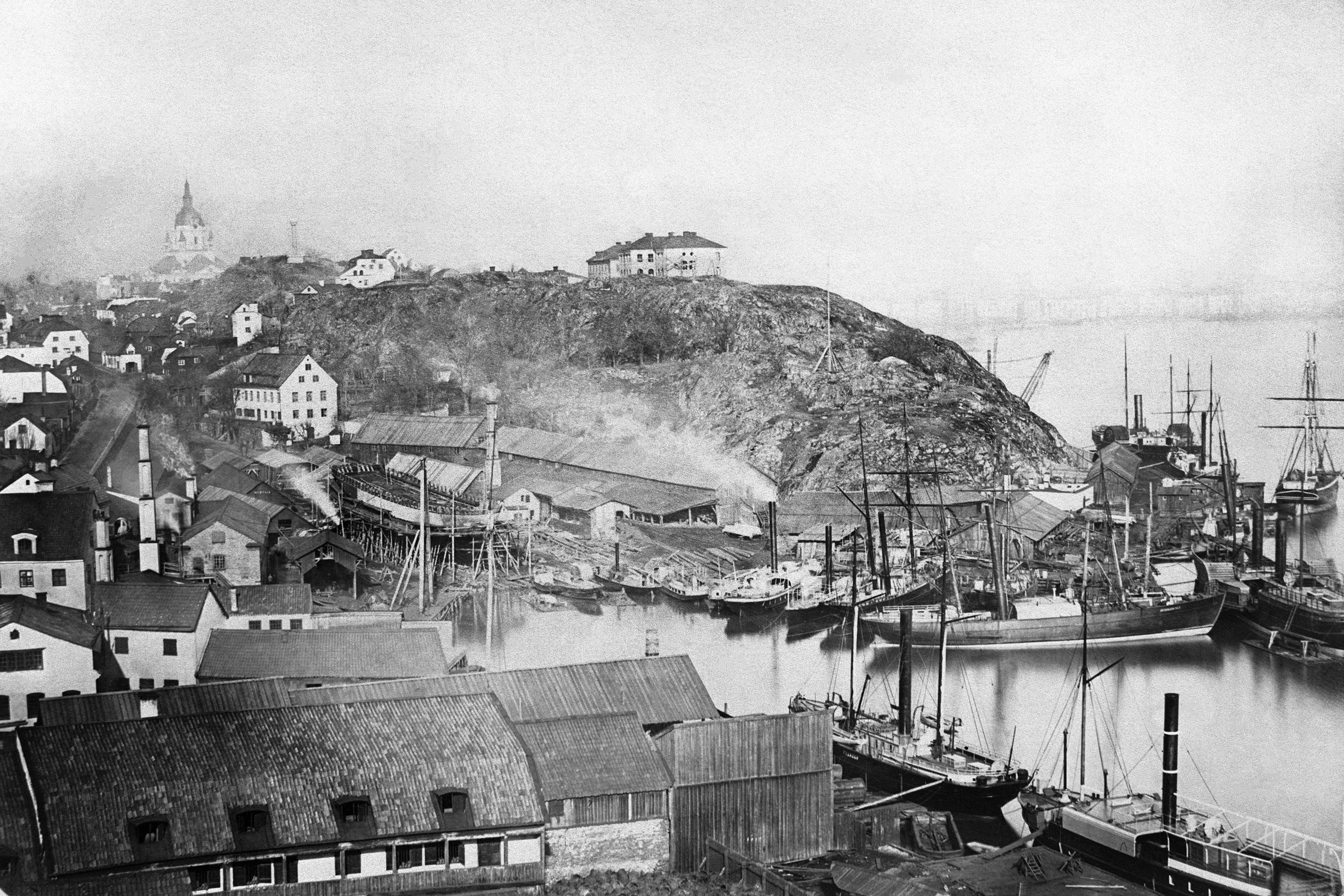
Tegelviken, 1865. Tandpetaren är till höger om Katarina kyrka.